# علي النباطي العاملي
الشيخ زين الدين أبو محمد علي بن محمد بن علي بن محمد بن يونس البياضي العنفجوري النباطي العاملي. يُعرف اختصاراً - كما في بعض الكتب التي ترجمت له - باسم علي ابن يونس وابن يونس النَبَطي (791 هـ - 894 هـ). هو رجل دين وفقيه ومتكلم شيعي عاملي، بالإضافة إلى كونه شاعراً وأديباً، وكانت حياته في القرن التاسع الهجري. وله مؤلفات وكتب عديدة في المنطق والكلام والصفات الإلهية؛ غير أن أشهر كتبه على الإطلاق هو الصراط المستقيم إلى مستحقي التقديم ويقع في ثلاث مجلدات.

## نسبه، لقبه وكنيته
هو الشيخ أبو محمد زين الدين علي بن يونس العاملي، النباطي، البياضي العنفجوري، البقاعي.
كنيته أبو محمد باتفاق كل من ذكره، ولقبه زين الدين من غير خلاف أيضا فقد صرح به كل من نوه عنه ما عدا المجلسي فإنه لما ذكر كتابه (الصراط المستقيم) لقّبه بـ (نور الدين)، واسمه علي ووالده محمد كما صرح به بنفسه في إجازته ومؤلفاته، واسم جده يونس بالإجماع لكن الخلاف في أنه جده الأدنى أو الأعلى أما هو فقد كان يعبر عن نفسه روما ويكتب اسمه هكذا: (علي بن محمد بن يونس).

## ولادته ونشأته
- ولد في النبطية (من مدن جبل عامل) في 4 رمضان سنة 791 هجرية.
- أشتهر بالبياضي نسبة إلى قرية البيّاض بالقرب من مدينة صور في جنوب لبنان.
- أما «العنفجوري» فنسبة إلى (عين فجور) وهي قرية كانت بقرب (لبّايا) في البقاع الغربي في طريق دمشق وهي خراب، وعين المياه فيها باقية إلى اليوم.[4]
- ويبدو أنه تنقّل بين هذه القرى فنُسب إليها.
- عاش في القرن التاسع الهجري في جبل عامل، نحو ثمانين سنة في فترة عمّها الاضطهاد، وقد سبّب ذلك إلى ضياع حياته العلميّة.

## مشايخ روايته وأساتذته
- السيّد زين الدين عليّ بن دقماق.
- والده أبو جعفر محمد.
- عمّه الحسن البيّاضي.
- جمال الدين أحمد بن الحسين بن مطهر.

## تلامذته والراوون عنه
- الشيخ ناصر بن إبراهيم البويهي الاَحسائي العاملي، المتوفّى سنة 853 ه‍.
- الشيخ تقي الدين إبراهيم بن عليّ بن محمّد بن صالح الكفعمي، المتوفّى سنة 905ه‍.
- الشيخ شرف الدين بن جمال الدين بن شمس الدين بن سليمان، وقد كتب هذا الشيخ بخطّه الرسالة اليونسية للبياضي في حياته، وقابلها وصحّحها مع الأصل، وفرغ منها في سنة 864 ه‍.
- ابنه محمد.
- زين الدين الخيّامي

## ما قيل فيه
- عبّر عنه الشيخ تقي الدين إبراهيم الكفعمي:[5] «جامع كمالات المتقدّمين والمتأخّرين... الشيخ زين الملّة والحقّ والدين علي بن يونس».
- قال الشيخ الحرّ العاملي:[6] «الشّيخ زين الدّين علي بن يونس العاملي النباطي البياضي، كان عالماً، فاضلا، محقّقاً، مدقّقا، ثقة، متكلّماً، شاعراً، أديباً، متبحّراً»
- الميرزا عبد الله الأصفهاني، قال:[7] «الفاضل العالم الفقيه، الأديب الشاعر الجامع، وكان معاصرا للكفعمي، بل كان عصره قريبا من عصر الشيخ ابن فهد الحلّي».
- الشيخ محمّد علي المدرّس، قال ما ترجمته:[8] «عالم فاضل، فقيه محدث، متكلّم ماهر متبحّر من أكابر مشايخ الشيعة».
- قال عنه السيد محمد باقر الخونساري[9]:«الشّيخ الفاضل المحدّث المؤيّد المسدّد زين الدين أبو محمّد علي بن محمّد بن عليّ بن محمّد بن يونس العاملي النباطي البياضي العنفجوري، صاحب كتاب «الصّراط المستقيم» في الإمامة».
- قال العلاّمة آغا بزرك الطهراني فيه: «من فقهاء جبل عامل في المائة التاسعة، ومن أفذاذ العلماء وجهابذة الكلام وأساطين الشريعة وأفاضل الرجال، ألّف في الحكمة والكلام، والتاريخ واللغة، والعقائد والفقه، والتفسير وغيرها كتبا دلّت على خبرته وتبحّره وعلوّ قدره ومكانته».

## مؤلفاته
صنّف ما يقارب 17 كتابا منها:
- زبدة البيان وإنسان الإنسان في تفسير القرآن، نقل عنه الشيخ الكفعمي في المصباح وقال: «إنّه منتزع من مجمع البيان للطبرسي»
- المقام الاَسنى في تفسير أسماء اللّه الحسنى.
- الكلمات النافعات في تفسير الباقيات الصالحات.
- مختصر «مختلف الشيعة إلى أحكام الشريعة».
- الصراط المستقيم إلى مستحقي التقديم، في الخلافة وإثبات إمامة الأئمّة الإثني عشر: هو أهمّ آثار المؤلّف، مطبوع بثلاثة مجلّدات.
- رسالة في المنطق سمّاها اللمعة، فرغ منها في سنة 838 هـ.
- عُصرة المنجود في علم الكلام. وقد ألّف هذا الكتاب بعد الصراط المستقيم
- الباب المفتوح إلى ما قيل في النفس والروح.
- مختصر «الصحاح» في اللغة.
- نجد الفلاح في مختصر الصحاح
- الرسالة اليونسية في شرح «المقالة التكليفية» للشهيد الاَوّل
- أرجوزة في الكلام سمّاها ذخيرة الاِيمان، فرغ منها في سنة 824 هـ، وشرحها بنفسه.[11]
- فاتح الكنوز المحروزة في شرح الاَرجوزة. شرح فيه أرجوزته الكلامية ـالمذكورةـ ذخيرة الإيمان
- ديوان شعري، أكثره في مناقب أئمّة أهل البيت.
- إجازته للشيخ ناصر البويهي، وقد أثبتها العلاّمة المجلسي في الإجازات.
- خطبة بليغة، أثبتها الشيخ الكفعمي في فصل الخطب من كتابه المصباح.

## وفاته
توفي البياضي في النبطية، سنة 877 هجرية ودفن بها.

### كتب
- أعيان الشيعة. محسن الأمين، طبع بيروت - لبنان، تاريخ الطبع مفقود، منشورات دار التعارف.
- الذريعة إلى تصانيف الشيعة. آغا بزرگ الطهراني، طبع بيروت - لبنان، 1403 هـ / 1983 م، منشورات دار الأضواء.
- أمل الآمل في تراجم علماء جبل عامل. محمد بن الحسن الحر العاملي، طبع النجف - العراق، عام 1385 هـ، منشورات مطبعة الآداب.

### إشارات مرجعية
1. ↑  نسبه بحسب كتاب روضات الجنات في أحوال العلماء والسادات- للخوانساري - صفحة 400
2. ↑  جورج طرابيشي (2006). معجم الفلاسفة (ط. الثالثة). بيروت، لبنان: دار الطليعة. ص. 36.
3. ↑  بحار الأنوار:- جزء 1 صفحة 8 - العلامة المجلسي
4. ↑  أعيان الشيعة- جزء 42- هامش صفحة 31- السيد محسن الأمين.
5. ↑  كتاب الصراط المستقيم جزء 2 صفحة 17 - (كتاب للشيخ البياضي العنفجوري - مقدّمة التحقيق )
6. ↑  أمل الآمل، جزء1- صفحة 135 - الحر العاملي
7. ↑  رياض العلماء جزء 4 صفحة 255 - الأصفهاني.
8. ↑  ريحانة الأدب جزء 1 - صفحة 299 - الشيخ محمد علي المدرس
9. ↑  روضات الجنات - جزء 4 - صفحة 353 - رقم 141 - السيد محمد باقر الخونساري
10. ↑  موسوعة طبقات الفقهاء – الشيخ جعفر السبحاني – الجزء التاسع- صفحة 78 و79 و80
11. ↑  الذريعة إلى تصانيف الشيعة- جزء 10 صفحة 14 - آغا بزرك الطهراني
12. ↑  راجع كتاب (اربع رسائل كلامية) - مقدمة التحقيق - مركز الأبحاث والدراسات الإسلامية - صفحة 16